# João Paulo (Fußballspieler, 1964)
João Paulo (* 7. September 1964 in Campinas; eigentlich Sergio Luis Donizetti) ist ein ehemaliger brasilianischer Fußballspieler. 

## Karriere

### Guarani FC und AS Bari (1983–1994)
João Paulo begann seine Karriere im Jahre 1983 beim Verein Guarani FC, wo er bis 1989 unter Vertrag stand. 1989 wechselte João Paulo zum italienischen Verein AS Bari, wo er bis zum Ende der Spielzeit 1993/94 aktiv war. In seiner Debütsaison erzielte er in 33 Spielen insgesamt sechs Tore. Im folgenden Jahr war er im Leistungshoch, 1990/91 gelang ihm in 29 Ligaspielen eine Torausbeute von zwölf Toren. In den drei darauffolgenden Spielzeiten wurde er nur noch unregelmäßig bis sporadisch eingesetzt. Insgesamt war er mit der Mannschaft 84-mal auf dem Rasen und wies am Ende 22 Tore auf.

### Restliche Karriere (1994–2004)
Nach fünf Jahren in Italien kehrte er wieder nach Brasilien zurück, wo er 1994 beim Verein CR Vasco da Gama einen Vertrag unterschrieb. Er absolvierte 14 Ligaspiele, ins Tor konnte er jedoch nicht treffen. 1995 war er bei zwei Vereinen aktiv, einmal bei Goiás EC (22 Spiele/3 Tore) und bei AA Ponte Preta. Wie 1995 war er auch 1996 bei zwei Vereinen aktiv, bei den Corinthians São Paulo sowie bei Sport Recife. Bei Sport Recife konnte er in 17 Ligaspielen einmal das Tor treffen. Nachdem er 1997 für eine kurze Zeit beim EC Bahia beschäftigt war, wechselte er zur Spielzeit 1998 zum União São João EC. Während João Paulo für diesen Verein unter Vertrag stand, war er bis zum Jahr 2002 in insgesamt fünf Leihgeschäfte verwickelt. 1998 spielte er für den EC Vitória (1 Spiele/kein Tor), 1999 für den Paulista FC und 2000 in Japan für Mito Hollyhock. Die Jahre 2001 und 2002 verbrachte er bei CS Alagoano bzw. bei seinem alten Klub Guarani FC (16 Spiele/2 Tore).
Seine aktive Karriere ließ er im Jahr 2004 bei den Vereinen CA Taquaritinga und AA Internacional (Limeira) ausklingen.

### Nationalmannschaft
João Paulo stand von 1987 bis 1991 fast immer im Kader der brasilianischen Fußballnationalmannschaft, lediglich im Jahr 1990 absolvierte er kein Länderspiel. Insgesamt kam er in 17 A-Länderspielen zum Einsatz, in denen ihm vier Tore gelangen.